# 细斑纹胸鮡
细斑纹胸鮡（学名：Glyptothorax minimaculatus）为辐鳍鱼纲鲇形目鮡科纹胸鮡属的鱼类。在中国，分布于盈江、龙川江、属伊洛瓦底江水系等。该物种的模式产地在云南腾冲。